# カミキリモドキ
カミキリモドキ（擬天牛　Oedemeridae.）とは、節足動物門昆虫網甲虫目カミキリモドキ科の甲虫の総称。

## 特徴
名前通りカミキリムシに似た触角が長い体長 5 - 15mm 程の小型の甲虫類だが、長めの触角以外にはカミキリムシとは全く似ておらず、大顎はあるもののカミキリムシほど顕著ではなく、体表もカミキリムシに比べて、甲虫とは思えないほど柔らかく、脚の先端近くの符節部分も、カミキリムシほど膨らんでおらず、容易に見分けがつく。

## 生態
春から夏にかけて見られ、灯火にも飛来する。動きも鈍い。成虫は土中や、腐朽した朽ち木などに産卵し、幼虫はそれを食べて成長し、やがてその中で蛹となり、成虫となる。
成虫になってからは花に集まり、その花粉などを食べる。
森林の種類とカミキリモドキの種類には関係がみられるため、森林環境の指標種として活用できると考えられている。

## 毒
本種は人が近寄ってもあまり逃げるそぶりを見せないが、それは本種の多くが体内にカンタリジンという毒性分を有した血液を持っている事であり、これを後脚の第一関節の近くから刺激を受けた場合に分泌し、人の肌に触れると、火傷に似た症状を引き起こし、痒みなども起こす毒を武器にしているためである。また手で叩いて圧死させても、体内の血そのものが毒物であるために同じ症状を起こさせる。
体色が派手な種類が多いのも、そうした毒を持つ警告色である。本グループは卵、幼虫、蛹、成虫と完全変態を行うが、どの形態であっても一生を通じて体内に毒を含んでいる。

## 種類
日本産のカミキリモドキの代表種は、以下の種となる。
アオカミキリモドキ Xanthochroa waterhousei
最も知られる種で、日本全土に生息。薄緑色の前翅と、オレンジ色の頭部と胸部が特徴。灯火にも飛来し、知らない人が叩いた際に被害を受け、「ヤケドムシ」、「デンキムシ」などの悪名で、衛生害虫にされている。
ツマグロカミキリモドキ Nacerdes melanura
全身がオレンジ色の目立つ体色。同じように毒性分を体内に有している。関西地方では「兵隊虫」とも呼ばれ、子供達の度胸試しの遊び道具にもされていたことがあった。
キクビカミキリモドキ　Xanthochroa atriceps
アオカミキリモドキに似ているが、更に細身で、頭部と複眼部分がやや黒く膨らんでいるように見える。北海道では優占種となっていて、被害の多いカミキリモドキとなっている。
キイロカミキリモドキ 　Xanthochroa hilleri
ツマグロカミキリモドキに似ているが、やや細身の種類。前3種と同じように有毒昆虫として警戒される。
ハイイロカミキリモドキ　Eobia cinereipennis
キクビカミキリモドキの胸部をやや赤くし、ズングリした体型にしたような種で、海岸付近で多く発生するといわれる。この種も毒虫として嫌われている。
モモブトカミキリモドキ　Oedemeronia lucidicollis 
春先-初夏にのみ発生する5-8mmほどの緑がかった黒い体色の小型種で、花に集まる。オスは名前通り、後脚の第一節が性的発生として幅広くなるが、メスは太くならない。同じく体内に毒物を持つが、前種類群のような衛生害虫として問題視されることは殆どない。